# Сухорукова, Анна Ивановна
А́нна Ива́новна Сухору́кова (10 апреля 1919, Катуховские Выселки 2-е, Воронежская губерния — 25 сентября 1984, Панинский район, Воронежская область, РСФСР, СССР) — звеньевая колхоза «Красный маяк», Герой Социалистического Труда.

## Биография
Родилась 10 апреля 1919 года в селе 2-е Катуховские Выселки (ныне — посёлок Панинского района Воронежской области). Русская.
С 1930 года — колхозница, звеньевая колхоза «Красный маяк».
За получение высокого урожая ржи на площади 8 га Сухоруковой Анне Ивановне Указом Президиума Верховного Совета СССР от 18 января 1948 года присвоено звание Героя Социалистического Труда с вручением ордена Ленина и золотой медали «Серп и Молот».
До 1972 года продолжала работу в колхозе «Красный маяк».
Умерла 25 сентября 1984 года. Похоронена в посёлке Алое Поле Панинского района Воронежской области.
Награждена орденом Ленина, медалями.